# 실리콘 힐스

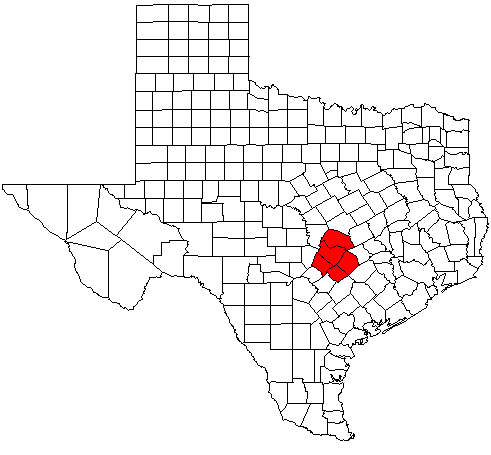
실리콘 힐스(빨간색)를 나타내는 지도

실리콘 힐스(Silicon Hills)는 미국 텍사스주 오스틴 도시권에 있는 첨단 기술 기업 클러스터를 일컫는 표현으로 실리콘 힐스라는 별명은 1990년대 중반부터 사용되어 왔다. 실리콘 힐스 지역에 있는 기술 기업들에는 AMD, 아마존, 애플, ARM 홀딩스, 시스코 시스템즈, 이베이, 메타 플랫폼스, 구글, IBM, 인디드, 인텔, NXP 반도체, 페이팔, 프로코어, 실리콘 랩스, 텍사스 인스트루먼트, 오라클, 비자, VM웨어 등이 있다.